# Hajdúböszörmény
Hajdúböszörmény (rum. Sântgheorghe) – miasto węgierskie położone w krainie hajduków na Wielkiej Nizinie Węgierskiej. 31,8 tys. mieszkańców w styczniu 2011 r. 

## Miasta partnerskie
- Berehowo
- Kraśnik
- Salonta
- Trogir